# Rhoicissus rhomboidea
Rhoicissus rhomboidea är en vinväxtart som först beskrevs av Ernst Meyer och William Henry Harvey, och fick sitt nu gällande namn av Jules Émile Planchon. Rhoicissus rhomboidea ingår i släktet Rhoicissus och familjen vinväxter. Inga underarter finns listade i Catalogue of Life.